# Sant Salvador de les Gunyoles
Sant Salvador de les Gunyoles és una església del nucli de població de Les Gunyoles, situat dins el municipi d'Avinyonet del Penedès (Alt Penedès), protegida com a bé cultural d'interès local. L'església de Sant Salvador de les Gunyoles apareix esmentada per primer cop el 1034 en el testament d'una dona anomenada Reciberga que dona per l'obra d'aquesta església. L'any 1185 apareix com a parròquia separada de la de Sant Pere. L'església actual fou construïda en el segle xviii, segons indica la data del 1776 que figura en una inscripció de la llinda del portal d'accés.

## Descripció
L'església de Sant Salvador de les Gunyoles està situada dintre del nucli del mateix nom, i contribueix a configurar una petita plaça. Té tres naus, la central de canó amb arcs torals i llunetes i les laterals de volta d'aresta. La capçalera és quadrada, amb volta de quart d'esfera sobre trompes. La façana, d'estructura senzilla, presenta portal d'accés allindanat amb elements decoratius (pilastres laterals, frontó circular) propis del Neoclassicisme. Per damunt de la porta, la façana es completa amb una rosassa i un frontó triangular. El campanar, situat als peus de l'església, és de planta quadrada i té coberta de pavelló. L'interior, de gran simplicitat, segueix les directrius del llenguatge clàssic.

### Pintures de l'absis
Pintures murals policromes on es representen els temes religiosos de l'Ascensió (amb el Crist dins d'una ametlla lluminosa, voltat d'apòstols en actitud d'esglai, vestits amb túniques i orla i disposats sobre un fons de paisatge -oblidant la llei de la perspectiva-), l'Anunciació i Sant Miquel.

### Pica Beneitera
Pica d'estil romànic d'aparença molt primitiva. És del tipus de peu i es troba junt a l'entrada al costat de l'epístola. El vas és de forma semiesfèrica. Està decorat amb una sèrie de setze arcuacions de punt rodó que emmarquen sengles gallons rebuidats. A 3 cm de la boca presenta una motllura composta per una faixa de 2,5 cm d'ampla i un bossell en forma de corda. Un bossell com l'anterior divideix la copa en sectors de quatre gallons cadascun.
El fust és de secció quadrangular amb els angles aixamfranats. Les cares d'aquesta columna eren decorades amb motius geomètrics de difícil interpretació degut al desgast de la pedra. En el punt d'unió amb la copa i a 12 cm d'aquest punt hi ha un bossell de corda. El fust es basa en un dau de 27 cm x 27 cm i 19 cm d'alçada. en la seva part frontal hi ha un botó ressortit amb una creu patent cisellada.
Actualment s'utilitza com a pica beneitera, no obstant fins a èpoques no gaires llunyanes fou utilitzada com a pica baptismal.